# Менджикі
Менджикі (пол. Mędrzyki, нім. Lauterbach, Kreis Heiligenbeil) — село в Польщі, у гміні Лельково Браневського повіту Вармінсько-Мазурського воєводства.
У 1975-1998 роках село належало до Ельблонзького воєводства.